# Eriaphytis
Eriaphytis is een geslacht van vliesvleugeligen uit de familie Aphelinidae. De wetenschappelijke naam van dit geslacht is voor het eerst geldig gepubliceerd in 1972 door Hayat.

## Soorten
Het geslacht Eriaphytis omvat de volgende soorten:
- Eriaphytis chackoi Subba Rao, 1980
- Eriaphytis orientalis Hayat, 1972